# Yagura

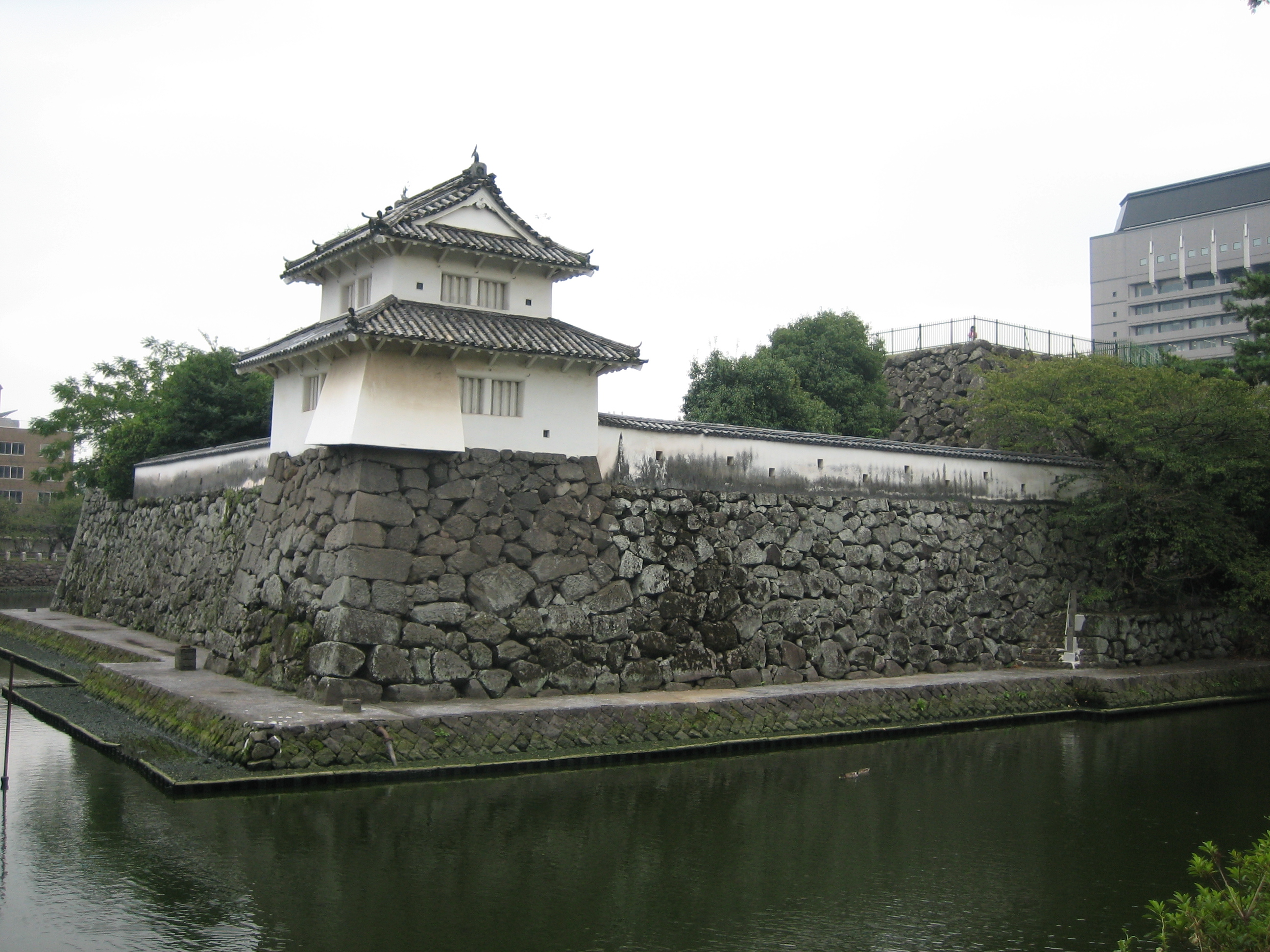
Hitojichi-yagura i base del tenshu del Castell Funai.

Yagura (櫓, Yagura (櫓)) és la paraula japonesa per referir-se a torre o torreta, encara que generalment és utilitzada per referir-se a les estructures que es troben dins dels complexos dels castells japonesos. Els templets que s'erigeixen amb motiu de l'Obon també es coneixen com a yagura, així com estructures similars que s'utilitzen a festivitats similars. El Yagura-daiko, o tambors taiko que es toquen a la part alta d'un yagura és una part tradicional de les competicions tradicionals de sumo.

## Etimologia
El terme deriva de l'ús original de les torres de les fortaleses: sagetes (矢, ja) en magatzems (倉, kura) i, per tant, s'escrivia 矢倉. Actualment per referir-se a torres modernes com a gratacels o torres de comunicacions s'utilitza la paraula derivada de l'anglès tawā (タワー) i no yagura.

## Torres als castells
Els yagura variaven en forma, grandària i propòsit. algunes servien com a talaies així com diversos usos militars.